# Антипатрид
Антипатрид (др.-греч. Ἀντιπατρίδης; IV век до н. э.) — гетайр Александра Македонского, правитель ликийского города Телмесс, упоминаемый в связи с захватом города Неархом.
О лакедемонянине Антипатриде, владевшем ликийским городом Телмесс, известно из «Стратегем» Полиэна. По словам древнегреческого автора, Антипатрид являлся старинным другом Неарха. Однажды критянин, прибыв к Телмессу, после разговора с Антипатридом о различных делах попросил его присмотреть за захваченными женщинами и детьми и их вещами, на что получил согласие. Оказавшись внутри крепости, сопровождавшие пленных охранники достали спрятанное в ящиках оружие и захватили город.
Плутарх дважды упоминал гетайра Антипатрида при Александре Македонском. Согласно данному античному историку, Антипатрид привёл на один из пиров красивую кифаристку, вид которой взволновал молодого царя. Александр спросил Антипатрида, не влюблён ли тот в эту девушку. Получив утвердительный ответ Александр попросил увести красивую кифаристку, чтобы её вид его не смущал.
Историки находят идентичность Антипатрида-правителя Телмесса и Антипатрида-гетайра Александра возможной. Однако они приводят разные даты правления Антипатрида Телмессом и захвата города Неархом. А. Босворт считал, что Антипатрид мог перейти на сторону персов и эпизод относится к 333/332 году до н. э., когда персидский флот доминировал в Эгейском море, а Неарх был назначен сатрапом Ликии и Памфилии. Г. Берве отмечал, что Неарх, который родился около 360 года до н. э., вряд ли мог быть «старинным другом» Антипатрида. По мнению историка, дружба между персонажами могла возникнуть во время походов Александра, а сам эпизод с захватом Телмесса относится к периоду войн диадохов после смерти Александра. Г. Берве относил Антипатрида к «тиранам-кондотьерам», который на фоне неразберихи, которая последовала за смертью Александра овладел городом и стал его тираном. Также историк отмечает, что о правлении Антипатрида в городе ничего неизвестно.
А. К. Нефёдкин относит эпизод с захватом Телмесса к 323 году до н. э. Согласно реконструкции Р. Биллоуза, этот эпизод может быть связан с кампанией Неарха на службе у Антигона I Одноглазого против Аттала и Алкеты в 319 году до н. э. Ранее Аттал руководил флотом у берегов Ликии и Карии и мог тогда сделать Антипатрида властителем Телмесса.